# What a Time to Be Alive
What a Time to Be Alive ist ein Mixtape des kanadischen Rappers Drake und des US-amerikanischen Rappers Future. Es erschien am 20. September 2015 über die Labels Young Money Entertainment, Cash Money Records, Epic Records, Republic Records, OVO Sound und Freebandz.

## Titelliste
1. Digital Dash – 3:51
2. Big Rings – 3:37
3. Live from the Gutter – 3:31
4. Diamonds Dancing – 5:14
5. Scholarships – 3:29
6. Plastic Bag – 3:22
7. I'm the Plug – 3:00
8. Change Locations – 3:40
9. Jumpman – 3:25
10. Jersey (Solo von Future) – 3:08
11. 30 for 30 Freestyle (Solo von Drake) – 4:13

## Kritiken
Die E-Zine Laut.de bewertete What a Time to Be Alive mit vier von möglichen fünf Punkten. Aus Sicht des Redakteurs Stefan Johannesberg habe Future „trotz Drakes Superstarstatus ein Heimspiel.“ Das Mixtape sei die „zweite, gute Future-Scheibe im Sommer – nur eben mit vielen Drake-Features.“ Dennoch sei die „Chemie zwischen beiden“ nicht mies. Mit Diamonds Dancing befinde sich ein „Ausnahmetrack“ auf dem Mixtape. Auf diesem agieren Drake und Future „auf Augenhöhe und liefern einen, wenn nicht den, Top-Hit des Jahres ab.“ Die Produktionen werden ebenfalls gelobt. Metro Boomin hole bereits ab dem ersten Stück „minimalistisch-hypnotische Bass-Monster aus den Maschinen.“ Plastic Bag sei von Neenyo „smooth inszeniert“ und steche „krass hervor.“

## Kommerzieller Erfolg

### Chartplatzierungen
What a Time to Be Alive stieg auf Platz 1 der US-amerikanischen Billboard 200 ein. Auch in der kanadischen Hitparade positionierte sich das Mixtape auf Rang 1. Mit unter anderem Platz 9 in den Niederlanden und Platz 34 in Frankreich erreichte What a Time to Be Alive auch einige europäische Charts.
| ChartsChartplatzierungen       | Höchstplatzierung | Wochen |
| ------------------------------ | ----------------- | ------ |
| Kanada (MC)                    | 1 (51 Wo.)        | 51     |
| Vereinigte Staaten (Billboard) | 1 (96 Wo.)        | 96     |
| Vereinigtes Königreich (OCC)   | 6 (9 Wo.)         | 9      |

| ChartsJahrescharts (2015)      | Platzierung |
| ------------------------------ | ----------- |
| Kanada (MC)                    | 38          |
| Vereinigte Staaten (Billboard) | 26          |

| ChartsJahrescharts (2016)      | Platzierung |
| ------------------------------ | ----------- |
| Vereinigte Staaten (Billboard) | 25          |

| ChartsJahrescharts (2017)      | Platzierung |
| ------------------------------ | ----------- |
| Vereinigte Staaten (Billboard) | 174         |

### Auszeichnungen für Musikverkäufe
| Land/Region                  | Auszeichnungen für Musikverkäufe (Land/Region, Auszeichnung, Verkäufe) | Verkäufe  |
| ---------------------------- | ---------------------------------------------------------------------- | --------- |
| Dänemark (IFPI)              | Gold                                                                   | 10.000    |
| Kanada (MC)                  | 2× Platin                                                              | 160.000   |
| Neuseeland (RMNZ)            | Gold                                                                   | 7.500     |
| Vereinigte Staaten (RIAA)    | 2× Platin                                                              | 2.000.000 |
| Vereinigtes Königreich (BPI) | Gold                                                                   | 100.000   |
| Insgesamt                    | 3× Gold · 4× Platin ·                                                  | 2.277.500 |

Hauptartikel: Drake (Rapper)/Auszeichnungen für Musikverkäufe